# Ортігоса-де-Камерос
Ортігоса-де-Камерос (ісп. Ortigosa de Cameros) — муніципалітет в Іспанії, у складі автономної спільноти Ла-Ріоха. Населення — 288 осіб (2009).
Муніципалітет розташований на відстані близько 220 км на північний схід від Мадрида, 38 км на південний захід від Логроньйо.

## Демографія
Динаміка населення (INE ):

## Галерея зображень

Розташування муніципалітету
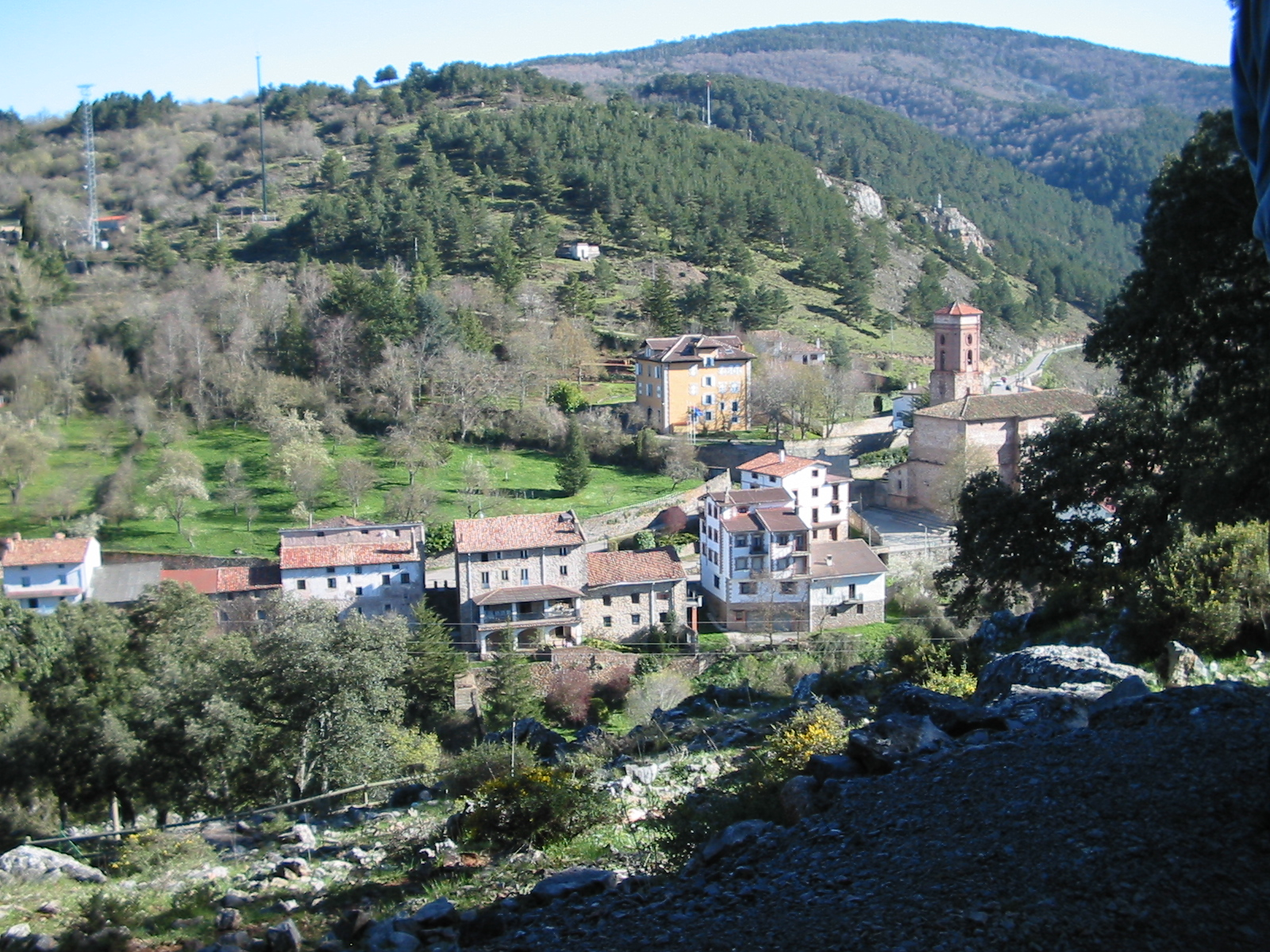
Ортігоса-де-Камерос